# ليز سميث (لاعبة كريكت)
ليز سميث (27 فبراير 1960 في المملكة المتحدة - ) (بالإنجليزية: Liz Smith)‏ هي سياسية ولاعبة كريكت بريطانية.